# Y4ska
Yasir Mohamed Yahye, känd som Y4ska (uttalas Yaska), född 10 september 2003, är en svensk rappare från Uppsala.

## Biografi
Y4ska är född och uppväxt i stadsdelen Gottsunda i Uppsala. Hans föräldrar har somaliska rötter.
Han debuterade som 20-åring år 2023 med singeln ”Blod & svett”. I slutet av samma år släppte han sin andra singel ”Lemonade” som nådde plats två på Sverigetopplistan.
Sommaren 2024 släppte Y4ska sin tredje singel ”Calma” och gästades av den Rågsvedsbaserade rapparen Dizzy. "Calma" nådde en fjärdeplats på Sverigetopplistan och var enligt Spotify den femte mest spelade låten i Sverige under sommaren 2024. I september 2024 släpptes Y4ska tillsammans med en annan Rågsvedsbaserad artist, Jireel, singeln "DNA". Låten debuterade på en andraplats på Sverigetopplistan och hade på två månader spelats nästan sju miljoner gånger på Spotify. Bland andra släpp från Y4ska under 2024 återfinns singlarna "Habibi You" och "Upp". Dessutom medverkade artisten på Albybaserade Montanas singel "Toxic" tillsammans med Dizzy.
Under 2024 var Y4skas singlar "CALMA" och "Lemonade" på plats ett respektive två över de mest spelade svenska hiphoplåtarna under året på Spotify. Y4ska hade på under ett år gått från okänd till en av Sveriges största rapartister.
Vid Grammisgalan 2025 utsågs Y4ska till Årets nykomling.
I mars 2025 skrev Y4ska kontrakt med Asylum Records, som är ett dotterbolag till Warner Music Sweden. Innan skivkontraktet släppte Y4ska sin musik självständigt via Amuse, samt delvis under Dizzys skivbolag TopGuyz AB.

## Diskografi

### Singlar och inhopp
| År   | Titel                          | Topplistenoteringar |
| År   | Titel                          | SVE                 |
| ---- | ------------------------------ | ------------------- |
| 2023 | Blod och svett                 | —                   |
| 2023 | Lemonade                       | 2                   |
| 2024 | Calma (med Dizzy)              | 4                   |
| 2024 | Habibi You                     | —                   |
| 2024 | Upp                            | —                   |
| 2024 | DNA (med Jireel)               | 2                   |
| 2024 | Burna Boy (Jireel & Y4ska)     | 38                  |
| 2025 | Qurbani - Kom Tbx (med Jireel) | 6                   |
| 2025 | Good Girl Gone Bad             | 30                  |
| 2025 | Lila (Dizzy & Y4ska)           | 29                  |
| 2025 | Aldrig sett förut              |                     |